# Montferrand-le-Château
Montferrand-le-Château är en kommun i departementet Doubs i regionen Bourgogne-Franche-Comté i östra Frankrike. Kommunen ligger i kantonen Boussières som tillhör arrondissementet Besançon. År 2022 hade Montferrand-le-Château 2 191 invånare.

## Befolkningsutveckling
Antalet invånare i kommunen Montferrand-le-Château
Referens:INSEE